# Xavier Trias

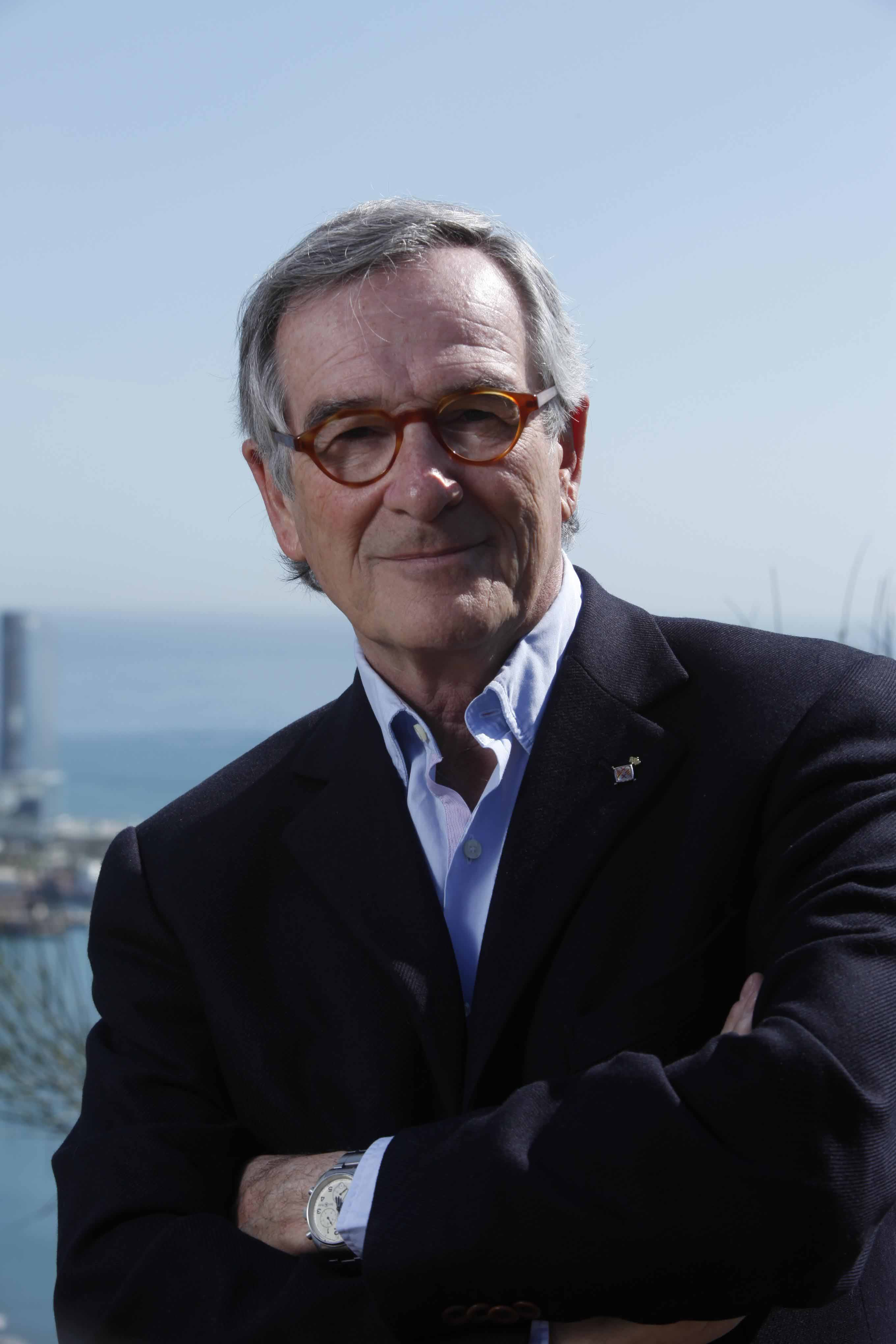
Xavier Trias (2011)

Xavier Trias i Vidal de Llobatera [ʃəβiˈe ˈtɾiəs] (* 1946 in Barcelona) ist ein spanischer Politiker und Mitglied der liberalkonservativen Partei Convergència i Unió (CiU). Er war Bürgermeister von Barcelona.
Trias ist ausgebildeter Kinderarzt und war in der katalanischen Regionalregierung (Generalitat de Catalunya) unter Jordi Pujol Gesundheitsminister sowie Sprecher der CiU im Congreso de los Diputados.
Nach seinem Wahlsieg bei der Kommunalwahl in Barcelona 2011 wurde Trias am 2. Juli 2011 Bürgermeister der Stadt.
Bei der Kommunalwahl im Mai 2015 unterlag er mit seiner Partei der Aktivistenplattform Barcelona en Comú mit ihrer Spitzenkandidatin Ada Colau, die im selben Jahr zur nächsten Oberbürgermeisterin der Stadt gewählt wurde und dadurch Trias ablöste.
Sein Name tauchte im Zusammenhang mit den sogenannten Paradise Papers auf.